# Melchior Barthès
Pour les articles homonymes, voir Barthes.
Melchior Barthès ou Barthés, est un pharmacien, botaniste, et poète occitan, né à Saint-Pons-de-Thomières le 11 janvier 1818, et mort dans la même ville le 18 février 1886.

## Biographie

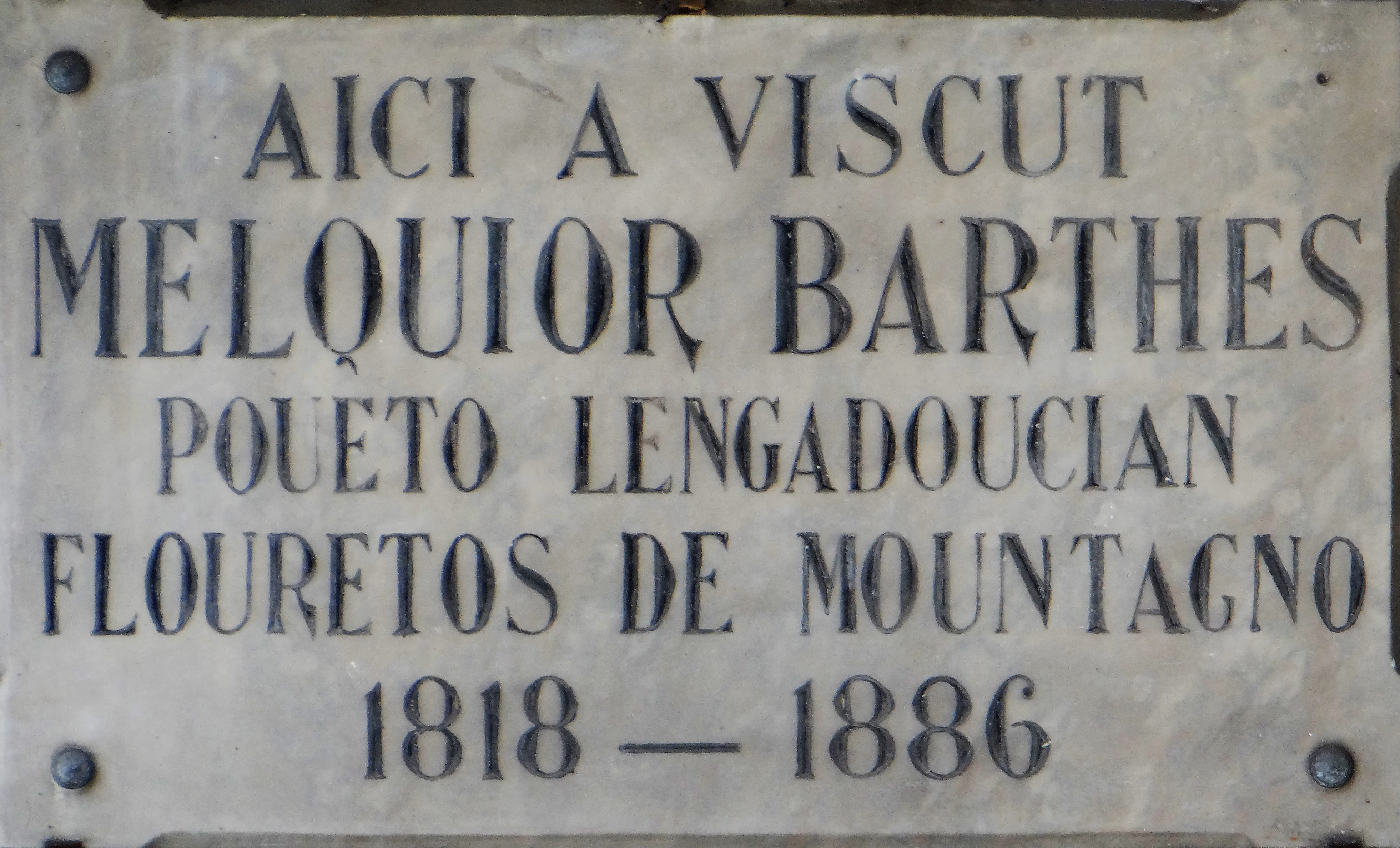
Plaque commémorative sur la maison de Melchior Barthès à Saint-Pons-de-Thomières, 38 Grand-rue

Melchior Barthès est né à Saint-Pons-de-Thomières dans une famille de marchands drapiers. Il étudie au collège de Bédarieux puis fait des études de pharmacie à Montpellier, reçu pharmacien de 1re classe en 1842. Il s'installe ensuite comme pharmacien à Saint-Pons-de-Thomières, succédant à M. Gros.
Il se marie en 1844 avec Clarisse Sémat, sœur d'un de ses amis du collège de Bédarieux.
Il va passer sa vie à ses deux passions : la botanique et la poésie en langue d'oc.
Il a été vice-président du Conseil d'hygiène et de salubrité de l'arrondissement de Saint-Pons.
Il a été membre de la Société botanique de France, de la Société d'horticulture et d'histoire naturelle de l'Hérault, de la Société pour l'étude des langues romanes. 
Il a été proclamé majoral du Félibrige en 1881. Après sa mort, il a été remplacé par Frédéric Donnadieu, puis, en 1900, par Arsène Vermenouze. Il collabore avec la Revue de Saint-Pons.

## Publications
- Glossaire botanique, languedocien, français, latin, de l'arrondissement de Saint-Pons (Hérault), précédé d'une étude du dialecte languedocien, Imprimerie centrale du Midi, Montpellier, 1873 (lire en ligne)
- Flouretos de Mountagno, poésies languedociennes avec un avant-propos de Marius Bourrelly, Imprimerie centrale du Midi, Montpellier, 2 volumes, 1878 et 1885 Prumié bouquet (1838-1842), tome premier, tome 2
- Mal usa pot pas dura ou Mas de figo a la tourre de Galhergues, pouemo, Granié et Malinas, Béziers, 1879
- Lous Camels de Beziès, verses legits al repais de la Soucietat arqueoulougico de Beziès, Imprimerie provençale, Aix-en-Provence, 1880